# Clint Gresham
Clint Gresham (Corpus Christi, 24 agosto 1986) è un giocatore di football americano statunitense che ha giocato nel ruolo di long snapper nella National Football League (NFL). Dopo non essere stato scelto nel Draft NFL 2010 firmò coi New Orleans Saints. Al college ha giocato a football alla Texas Christian University.

## Carriera professionistica

### New Orleans Saints
Dopo non essere stato selezionato nel Draft 2010, Gresham firmò con i New Orleans Saints con cui disputò la pre-stagione 2010 prima di essere svincolato.

### Seattle Seahawks
Il 1º agosto 2010, Clint firmò con i Seattle Sehawks con cui, nelle prime cinque stagioni da professionista, non saltò nemmeno una partita. Il 2 febbraio 2014 vinse il Super Bowl XLVIII quando i Seahawks batterono i Denver Broncos per 43-8.

## Palmarès

### Franchigia
- Super Bowl : 1

Seattle Seahawks: Super Bowl XLVIII
- National Football Conference Championship: 2

Seattle Seahawks: 2013, 2014

## Statistiche
| Partite totali | 96 |

Statistiche aggiornate alla stagione 2015